# Pseudanarta perplexa
Pseudanarta perplexa là một loài bướm đêm trong họ Noctuidae.